# مفارقة السمنة
مفارقة السمنة هي فرضية طبية تنص على أن السمنة (وارتفاع الكوليسترول، عند استخدام الاصطلاح الأشمل لعلم الأوبئة العكسي) قد تكون على نحو غير متوقع وقائية ومرتبطة بارتفاع معدل البقاء على قيد الحياة لدى مجموعات معينة من الأشخاص، مثل كبار السن جدًا أو المصابين بأمراض مزمنة معينة. إضافةً إلى ذلك، تفترض المفارقة أن مؤشر كتلة الجسم الطبيعي إلى المنخفض أو القيم الطبيعية للكوليسترول قد تكون ضارة ومرتبطة بارتفاع معدل الوفيات لدى الأشخاص غير العرضيين.

## الوصف
اقترح كاميار كالانتار زاده مصطلح علم الأوبئة العكسي لأول مرة في مجلة كيدني إنترناشونال في عام 2003 وفي مجلة الكلية الأمريكية لأمراض القلب في عام 2004. تتناقض الفرضية مع المفاهيم السائدة للوقاية من تصلب الشرايين وأمراض القلب والأوعية الدموية؛ ومع ذلك، فإن العلاج الوقائي الفعال لأمراض القلب لدى الأشخاص الأصحاء الذين لا يعانون من أعراض كان وما زال مثيرًا للجدل في المجتمع الطبي لعدة سنوات.
إن الآلية المسؤولة عن هذا الارتباط المعكوس غير معروفة، ولكن يبدو أن الوجود المستمر للالتهاب وضياع الطاقة البروتينية في القصور الكلوي المتقدم، يفسر إلى حد كبير هذا الارتباط المتناقض بين عوامل الخطر التقليدية والتأثيرات القلبية الوعائية لدى هؤلاء المرضى. اقترحت أبحاث أخرى إمكانية تفسير المفارقة من خلال تخزين الأنسجة الدهنية لمواد كيميائية محبة للدهون قد تكون سامة للجسم.
وُصِفَت مفارقة السمنة (باستثناء مفارقة الكوليسترول) لأول مرة في عام 1999 لدى الأشخاص الذين يعانون من زيادة الوزن والسمنة والذين يخضعون في نفس الوقت لغسيل الكلى، ثم لوحِظت لاحقًا لدى الأشخاص المصابين بقصور القلب واحتشاء العضلة القلبية والمتلازمة الإكليلية الحادة ومرض الانسداد الرئوي المزمن ولدى كبار السن المقيمين في دور رعاية المسنين.
في الأشخاص الذين يعانون من قصور القلب، كان معدل وفيات الأشخاص الذين يملكون مؤشر كتلة جسم بين 30 و 34.9 أقل مقارنةً بأولئك الذي يملكون وزنًا مثاليًا. يُعزَى هذا إلى حقيقة أن الناس غالبًا ما يفقدون الوزن مع تقدم مرضهم بشكل تدريجي. توصل الدارسون إلى نتائج مماثلة في أنواع أخرى من أمراض القلب. لا يعاني الأشخاص المصابين بالسمنة من الدرجة الأولى وأمراض القلب من مشاكل قلبية أكثر من الأشخاص ذوي الوزن الطبيعي والذين يعانون أيضًا من أمراض القلب. ومع ذلك، يزداد خطر حدوث الاضطراب في الأشخاص الذين يعانون من درجات أعلى من السمنة. حتى بعد جراحة المجازات القلبية، لم يلاحظ أي زيادة في معدل الوفيات في الأشخاص الذين يعانون من زيادة الوزن والسمنة. وجدت إحدى الدراسات أن تحسين البقاء على قيد الحياة يمكن تفسيره من خلال العلاج الأكثر عدوانية الذي يتلقاه الأشخاص الذين يعانون من السمنة بعد الإصابة بأمراض القلب. وجد بحث آخر زوال فائدة السمنة لدى مرضى الانسداد الرئوي المزمن المصابين بمرض الشريان المحيطي.